# Твої, мої і наші
«Твої, мої і наші» (англ. Yours, Mine and Ours) — американська сімейна комедія 2005 року, знята Раджа Госнелл з Деннісом Квейдом і Рене Руссо в головних ролях.

## Зміст
Овдовілий адмірал берегової охорони зустрічає жінку своєї мрії, нещодавно втратила чоловіка. Дві вже немолоді людини полюбили один одного і вирішили одружитися. А що робити — люблячі люди повинні жити разом, навіть якщо у нього вісім дітей, а у неї їх десять. І поки діти б'ються один з одним за територію, їхні батьки проходять перевірку на міцність почуттів …

## Ролі
Сім'я Бірдслі:

| Актор                          | Роль                 |
| ------------------------------ | -------------------- |
| Денніс Куейд                   | Френк Бірдслі        |
| Шон Феріс                      | Уилльям Бірдслі      |
| Катя Певек                     | Христина Бірдслі     |
| Дін Коллінз                    | Гаррі Бірдслі        |
| Тайлер Патрік Джонс            | Майкл Бірдслі        |
| Хейлі Ремм                     | Келлі Бірдслі        |
| Брекен Палмер і Бріджер Палмер | Ілай і Оттер Бірдслі |
| Ті Паніц                       | Ітан Бірдслі         |

Сім'я Нортов:

| Актор              | Роль             |
| ------------------ | ---------------- |
| Рене Руссо         | Хеллен Норт/Уайт |
| Даніель Панабейкер | Фібі Норт        |
| Дрейк Белл         | Ділан Норт       |
| Мікі Ішікава       | Міюкі Норт       |
| Слейд Пірс         | Мік Норт         |
| Літтл ДжейДжей     | Джиммі Норт      |
| Міранда Косгроув   | Джоні Норт       |
| Ніколас Рожет-Кінг | Альдо Норт       |

Інші персонажі:

| Актор            | Роль                          |
| ---------------- | ----------------------------- |
| Ріп Торн         | Коммандір Шерман              |
| Лінда Хант       | місіс Муніон                  |
| Джеррі О'Коннелл | Макс                          |
| Девід Кокнер     | Даррелл                       |
| Дженіка Бергер   | Клаудія                       |
| Джош Хендерсон   | Нік Де                        |
| Ліза Вальц       | Жінка на зустрічі випускників |

## Дубляж
- Станіслав Концевич — Frank Beardsley
- Артем Веселов — Max
- Аліса Лукшина — Bina North; Marisa North
- Наталія Данилова — Mrs. Munion
- Олексій Гур'єв — Darrell
- Олексій Барбінов — * Андрій Левін -

Студія дубляжу — Невафільм (2006 рік). Режисер дубляжу — Ігор Єфімов, переклад — Ольга Воєйкова.

### Виробництво
- Columbia Pictures Corporation
- Metro-Goldwyn-Mayer (MGM)
- Nickelodeon Movies
- Paramount Pictures
- Robert Simonds Productions
- Sony Pictures Entertainment (SPE)
- Time Productions Inc.
- Pacific Title & Art Studio (візуальні ефекти)

## Цікаві факти
- Слоган картини: «Rock The House!»

- Музична група, яка грає на вечірці, це молодіжна християнська рок-група Hawk Nelson з канадського містечка Пітерборо, провінція Онтаріо.

- Багато з акторів, що зіграли дітей у фільмі, спочатку планувалися на інші ролі. Так Даніель Панабейкер претендувала на роль Крістіни, але зіграла Фібі, а Ніколас Рогет-Кінг пробувався на роль Етана, але замість неї зіграв Альдо.

## Знімальна група
- Режисер — Раджа Госнелл
- Сценарист — Рон Берч, Девід Кідд, Мелвілл Шевелсон
- Продюсер — Майкл Дж. Натансон, Роберт Сімондз, Іра Шуман
- Композитор — Крістоф Бек